# Аппій Клавдій Красс Інрегіллен (військовий трибун з консульською владою 424 року до н. е.)
Аппій Клавдій Красс Інрегіллен (лат. Appius Claudius Crassus Inregillensis; близько 460 до н. е. — після 424 до н. е.) — політичний діяч Римської республіки, військовий трибун з консульською владою 424 року до н. е.

## Життєпис
Походив з патриціанського роду Клавдіїв. Син Аппія Клавдія Сабіна, консула 451 року до н. е. та децемвіра.
У 424 році до н. е. обрано військовим трибуном з консульською владою разом з Секстом Юлієм Юлом, Спурієм Навцієм Рутілом, Луцієм Сергієм Фіденатом. Був відомий як діяльний противник плебейських народних трибунів і плебсу. Для протидії їм залишився в Римі, коли його колеги виїхали в землі герників, які зазнали нападу вольсків. Тут готував війська для нової війни проти Вейї та еквів. Наприкінці каденції разом із колегами провів вибори нових консулів.

## Родина
- Аппій Клавдій Красс Інрегіллен, військовий трибун з консульською владою 403 року до н. е.